# Kurt Hahn (Romanist)
Kurt Hahn (* 1977) ist ein deutscher Romanist.

## Leben
Nach dem Studium der Romanischen Philologie (Französisch/Spanisch) und der Neueren Deutschen Literatur in München und Lyon, der Promotion 2007/8 an der Universität München und der Habilitation 2013 an der Universität Eichstätt-Ingolstadt war er zwischen 2005 und 2021 wissenschaftlicher Mitarbeiter, akademischer (Ober-)Rat, Vertretungsprofessor und W2-Professor in Heidelberg, Eichstätt, Würzburg und München. Seit 2021 ist er Professor für Romanische Literatur- und Kulturwissenschaft am Institut für Romanistik der Karl-Franzens-Universität Graz.

## Schriften (Auswahl)
- Ethopoetik des Elementaren. Zum Schreiben als Lebensform in der Lyrik von René Char, Paul Celan und Octavio Paz. Paderborn 2008, ISBN 978-3-7705-4665-7.
- Mentaler Gallizismus und transkulturelles Erzählen. Fallstudien zu einer französischen Genealogie der hispanoamerikanischen Narrativik im 19. Jahrhundert. Tübingen 2017, ISBN 3-8233-8052-4.